# Дуврский патруль
Ду́врский патру́ль (англ. Dover Patrol) — самостоятельное командование в составе британского Королевского флота, существовавшее в годы Первой мировой войны. Корабли патруля действовали с баз в Дувре и Дюнкерке.

## Задачи
В задачи Дуврского патруля входили:
- обеспечение перевозок через Ла-Манш войск, боеприпасов и снабжения[1];
- защита судов торгового флота, доставлявших в Лондон и порты восточного побережья Англии продовольствие и другие грузы[1];
- нарушение германского судоходства и недопущение прорыва германских кораблей в Ла-Манш и далее — в Атлантику[2];
- совместные действия с левым флангом армии во Фландрии[1].

## История
В конце июля 1914 года, когда Европа находилась на грани войны, в Дувр прибыли 12 эсминцев типа «Трайбл», усиливших уже имевшиеся там устаревшие миноносцы, многие из которых были построены в конце XIX века. Так было сформировано «ядро» Дуврского патруля. Патруль, в начале войны плохо оснащённый и слабый, со временем превратился в одно из важнейших британских командований Первой мировой войны.
В состав патруля входили крейсера, мониторы, эсминцы, вооружённые траулеры и дрифтеры, колёсные тральщики, вооружённые яхты, моторные лодки, подводные лодки, гидросамолёты и гидроавианосцы. Этими силами патруль действовал в Па-де-Кале и южной части Северного моря, решая возложенные на него задачи: противолодочную оборону района, конвоирование, постановку мин и траление, обстрелы германских позиций на бельгийском побережье.